# باليوكوريون (هالكيديكي)
باليوكوريون (Παλαιοχώριον) هي مدينة في هالكيديكي في مقاطعة فوريا إلادا في اليونان.